# Roncà
Roncà ist eine nordostitalienische Gemeinde (comune) mit 3765 Einwohnern (Stand 31. Dezember 2023) in der Provinz Verona in Venetien am Parco naturale regionale della Lessinia. Die Gemeinde liegt etwa 25 Kilometer östlich von Verona. Roncà grenzt unmittelbar an die Provinz Vicenza.

## Wirtschaft
Auf den Weinbergen am Brenton di Roncà wird in der Gemeinde in erster Linie Wein zur Produktion des Soave angebaut.